# محمد الربيعي (لاعب كرة قدم سعودي)
محمد الربيعي اليامي (مواليد 14 أغسطس 1997) هو لاعب كرة قدم سعودي كان يلعب سابقًا في نادي الأهلي السعودي وحاليًا في نادي الهلال السعودي

## مسيرة اللاعب
بدأ مع نادي الأخدود في الفئات السنية وانتقل إلى الفئات السنية في النادي الأهلي في عام 2013 وصعد للفريق الأول في عام 2018 وأعير إلى نادي الباطن في نفس العام من أجل اكتساب الخبرة.

## الحياة الشخصية
محمد هو أخ اللاعب مسعود الربيعي وابن عم اللاعبين حمد الربيعي وسعيد الربيعي وعبد الله الربيعي.

## إنجازاته مع الأهلي
- فئات سنية:
- كأس الاتحاد السعودي لدرجة الناشئين 2013م.
- الدوري السعودي الممتاز لدرجة الناشئين 2014.
- الدوري السعودي الممتاز لدرجة الشباب 2016م.

## إنجازاته مع المنتخب السعودي
- مع المنتخب السعودي:
- التأهل لنهائيات كأس العالم للشباب 2017م.
- التأهل لدورة الألعاب الأولمبية في طوكيو 2020م.
- وصافة كأس آسيا تحت 23 عام في أوزباكستان 2020م.
- التأهل لنهائيات كأس العالم في قطر 2022م.

### كأس العالم 2022
في نوفمبر عام 2022، تم إختيار محمد الربيعي وضمه إلى القائمة النهائية للمنتخب السعودي والمُشاركة بمونديال كأس العالم 2022 في قطر.

## وصلات خارجية
- محمد الربيعي اليامي على موقع إي إس بي إن إف سي (الإنجليزية)
- محمد الربيعي اليامي على موقع قاعدة بيانات كرة القدم.إي يو (الإنجليزية)
- محمد الربيعي اليامي على موقع ناشيونال فوتبول تيمز (الإنجليزية)
- محمد الربيعي اليامي على موقع Soccerway.com (الإنجليزية)
- محمد الربيعي اليامي على موقع عالم كرة القدم.نت (الإنجليزية)
- محمد الربيعي اليامي على موقع كووورة
- محمد الربيعي اليامي على موقع أوليمبيديا (الإنجليزية)

- محمد الربيعي اليامي